# Об'ємний хвильовий вплив на нафтове родовище
Об'ємний хвильовий вплив на нафтове родовище — належить до фізичних методів підвищення нафтовилучення.

## Загальна характеристика
Об'ємний хвильовий вплив на нафтове родовище реалізується шляхом створення на поверхні родовища нафти монохроматичних коливань певної амплітуди, що поширюються в вигляді конуса від поверхні до нафтового пласта, охоплюючи об'єм в зоні радіусом 1.5-5 км від епіцентру впливу.
Технологія призначена для інтенсифікації видобутку нафти і підвищення нафтовіддачі неоднорідних продуктивних пластів з карбонатними і теригенними колекторами різної проникності (теригенні — колектори, представлені породами різного мінерального складу з різним ступенем глинястості, з різним складом і характером цементуючих речовин). Застосовується на різних стадіях експлуатації родовищ при виробленості запасів і обводнення не більше 70 %. Радіус зони впливу від одного віброджерела становить 3 км при глибині залягання продуктивних пластів 2,5 −3 км.
Технологія створює об'ємний характер впливу на нафтовий поклад і забезпечує інтенсифікацію видобутку за рахунок ряду факторів, кожен з яких або в поєднанні один з одним може переважати в певних геолого-технічних умовах, сприяючи видобутку додаткової нафти. До таких факторів при розробці пластів заводнением відносяться: зміна в'язкості нафти і фазової проникності колектора для нафти і води, прискорення гравітаційної сегрегації залишкової нафти (гравітаційне відділення в поровому просторі нафти від породи при різного виду впливах), активізація систем макротріщин за рахунок вібрації і зрушення блоків, дегазація з витісненням нафти газом з тупикових пор, залучення в розробку обтічних водою нафтових ціликів (невироблені зони продуктивного пласта із скрученими порами).
В результаті такого роду комплексного впливу відбувається зниження впливу зональної і пошарової неоднорідності на віддачу продуктивних пластів, поліпшується охоплення родовища розробкою, знижується обводненість при поліпшенні фізико-хімічних властивостей нафти. Тривалість дії на поклад в циклі — до року і більше.
Для порушення хвильових коливань використовуються серійні віброджерела, генеруючі коливання з частотою 8-18 Гц. Кількість віброджерел на одному родовищі вибирається залежно від необхідної площі охоплення родовища або його ділянки. Технологія ефективно застосовувалася в теригенних і карбонатних колекторах на 7 родовищах. В зоні впливу знаходилося 205 свердловин, з яких в середньому реагувало на вплив 75,6 %. При цьому видобуток нафти збільшилася в середньому на 33,5 %.

## Приклади впровадження технології в Україні та за кордоном
В Україні об'ємний хвильовий вплив почав активно впроваджуватись на початку 2000-х років. Одним із піонерів використання цієї технології став Івано-Франківський науково-дослідний інститут нафти і газу, де проводилися експерименти на старих, малодебітних свердловинах Прикарпаття.
Особливо успішними були досліди на Битків-Бабченському родовищі, де після хвильового стимулювання було зафіксоване зростання дебіту нафти на 40–70 % при незначних витратах. У межах проекту також досліджувалась дія низькочастотного акустичного збудження на структури з високим обводненням, де хвильовий вплив дозволив змінити розподіл флюїдів у пласті.
На Дніпровсько-Донецькій западині технологія застосовувалась на свердловинах Західно-Машівського та Східно-Південного родовищ, де також спостерігалося зростання дебітів на 30–50 %.
За кордоном технологія об'ємного хвильового впливу також знайшла своє застосування на багатьох нафтових родовищах. Одним із яскравих прикладів є використання хвильової стимуляції на родовищах в Ірані. У середині 2000-х років на родовищах в Ірані було реалізовано кілька проектів, спрямованих на підвищення нафтовіддачі пластів шляхом застосування об'ємного хвильового впливу.
Одним з найбільш успішних проектів було використання хвильових технологій на родовищах в центральному Ірані. Тут вдалося збільшити видобуток нафти на 10-12 % в порівнянні з попередніми методами стимулювання, що стало значним досягненням для нафтової галузі країни. Такий успіх був можливий завдяки правильному підбору частоти та амплітуди хвиль, а також ретельному аналізу геофізичних характеристик пласта.
Варто також відзначити приклад застосування цієї технології на родовищах в США, де були отримані позитивні результати на багатьох родовищах, таких як Eagle Ford та Permian Basin. Тут технологія хвильового впливу застосовувалася для активації продуктивних горизонтів в умовах високої глибини залягання нафти, що також дало значні економічні результати.
Важливим напрямом є використання хвильового впливу на морських нафтових родовищах. Ця технологія застосовується для підвищення ефективності розробки морських родовищ, де часто спостерігається зниження дебіту свердловин через великі глибини залягання та складні геологічні умови. У морських умовах хвильовий вплив допомагає не лише покращити рухливість флюїдів, але й сприяти ефективному видобутку залишкової нафти без значних капітальних витрат.
Усі ці приклади доводять, що хвильова технологія — це універсальний засіб інтенсифікації видобутку при низьких капіталовкладеннях і мінімальному впливі на екологію.